# Grodziszcze (gromada)
Grodziszcze – dawna gromada, czyli najmniejsza jednostka podziału terytorialnego Polskiej Rzeczypospolitej Ludowej w latach 1954–1972.
Gromady, z gromadzkimi radami narodowymi (GRN) jako organami władzy najniższego stopnia na wsi, funkcjonowały od reformy reorganizującej administrację wiejską przeprowadzonej jesienią 1954 do momentu ich zniesienia z dniem 1 stycznia 1973, tym samym wypierając organizację gminną w latach 1954–1972.
Gromadę Grodziszcze z siedzibą GRN w Grodziszczu utworzono – jako jedną z 8759 gromad na obszarze Polski – w powiecie świdnickim w woj. wrocławskim, na mocy uchwały nr 28/54 WRN we Wrocławiu z dnia 2 października 1954. W skład jednostki weszły obszary dotychczasowych gromad: Grodziszcze, Krzyżowa, Krzczonów i Boleścin ze zniesionej gminy Pszenno oraz Wieruszów i Makowice ze zniesionej gminy Bojanice w tymże powiecie. Dla gromady ustalono 17 członków gromadzkiej rady narodowej.
1 lipca 1968 gromadę zniesiono, a jej obszar włączono do gromady Lutomia (wsie Makowice i Wieruszów) i do znoszonej gromady Pszenno (wsie Boleścin, Grodziszcze, Krzczonów i Krzyżow) w tymże powiecie.